# Сен-Жюльен (Вар)
Сен-Жюлье́н (фр. Saint-Julien) — коммуна на юго-востоке Франции в регионе Прованс — Альпы — Лазурный берег, департамент Вар, округ Бриньоль, кантон Сен-Максимен-ла-Сент-Бом.
Площадь коммуны — 75,88 км², население — 1625 человек (2006) с выраженной тенденцией к росту: 2222 человека (2012), плотность населения — 29,0 чел/км².

## Население
Население коммуны в 2011 году составляло — 2161 человек, а в 2012 году — 2222 человека.
| 1962 | 1968 | 1975 | 1982 | 1990 | 1999 | 2004 | 2006 | 2009 | 2011 | 2012 |
| ---- | ---- | ---- | ---- | ---- | ---- | ---- | ---- | ---- | ---- | ---- |
| 396  | 421  | 611  | 825  | 1149 | 1280 | 1569 | 1625 | 1983 | 2161 | 2222 |

Динамика населения:

## Экономика
В 2010 году из 1223 человек трудоспособного возраста (от 15 до 64 лет) 879 были экономически активными, 344 — неактивными (показатель активности 71,9 %, в 1999 году — 60,8 %). Из 879 активных трудоспособных жителей работали 782 человека (430 мужчин и 352 женщины), 97 числились безработными (49 мужчин и 48 женщин). Среди 344 трудоспособных неактивных граждан 59 были учениками либо студентами, 154 — пенсионерами, а ещё 131 — были неактивны в силу других причин.
На протяжении 2010 года в коммуне числилось 882 облагаемых налогом домохозяйства, в которых проживало 2109 человек. При этом медиана доходов составила 17 347 евро на одного налогоплательщика.

## Фотогалерея

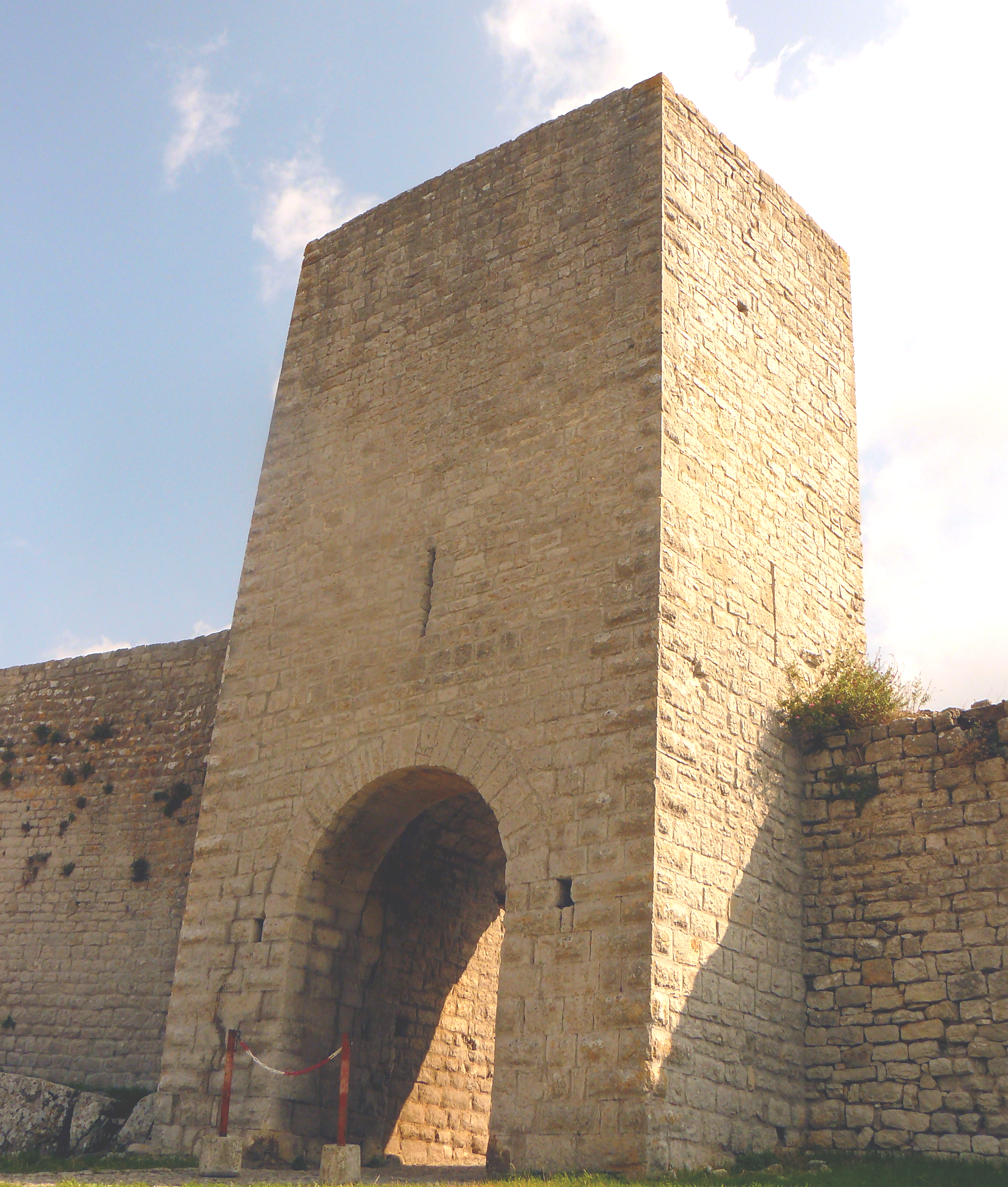
Северо-Западные ворота коммуны
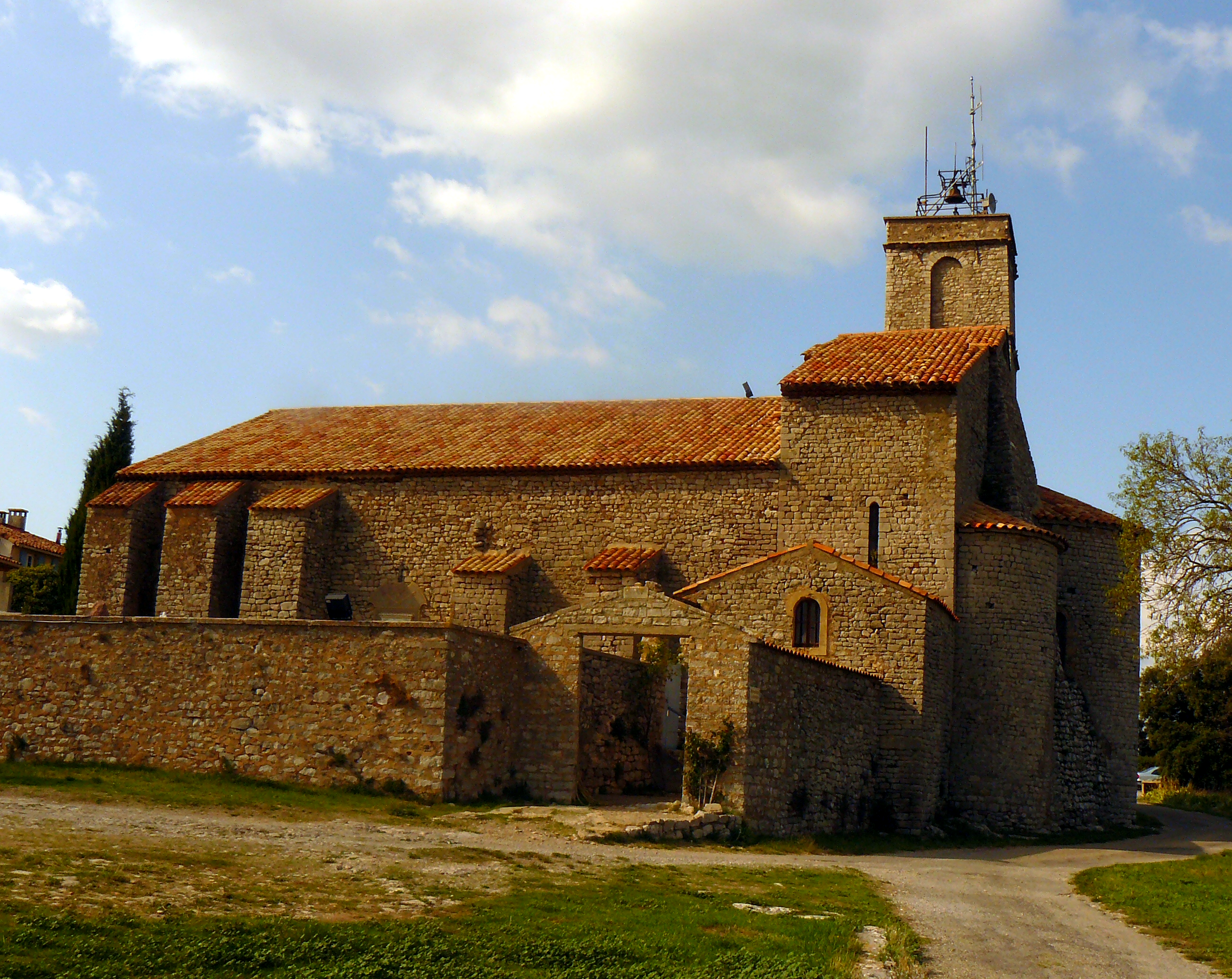
Приходская церковь
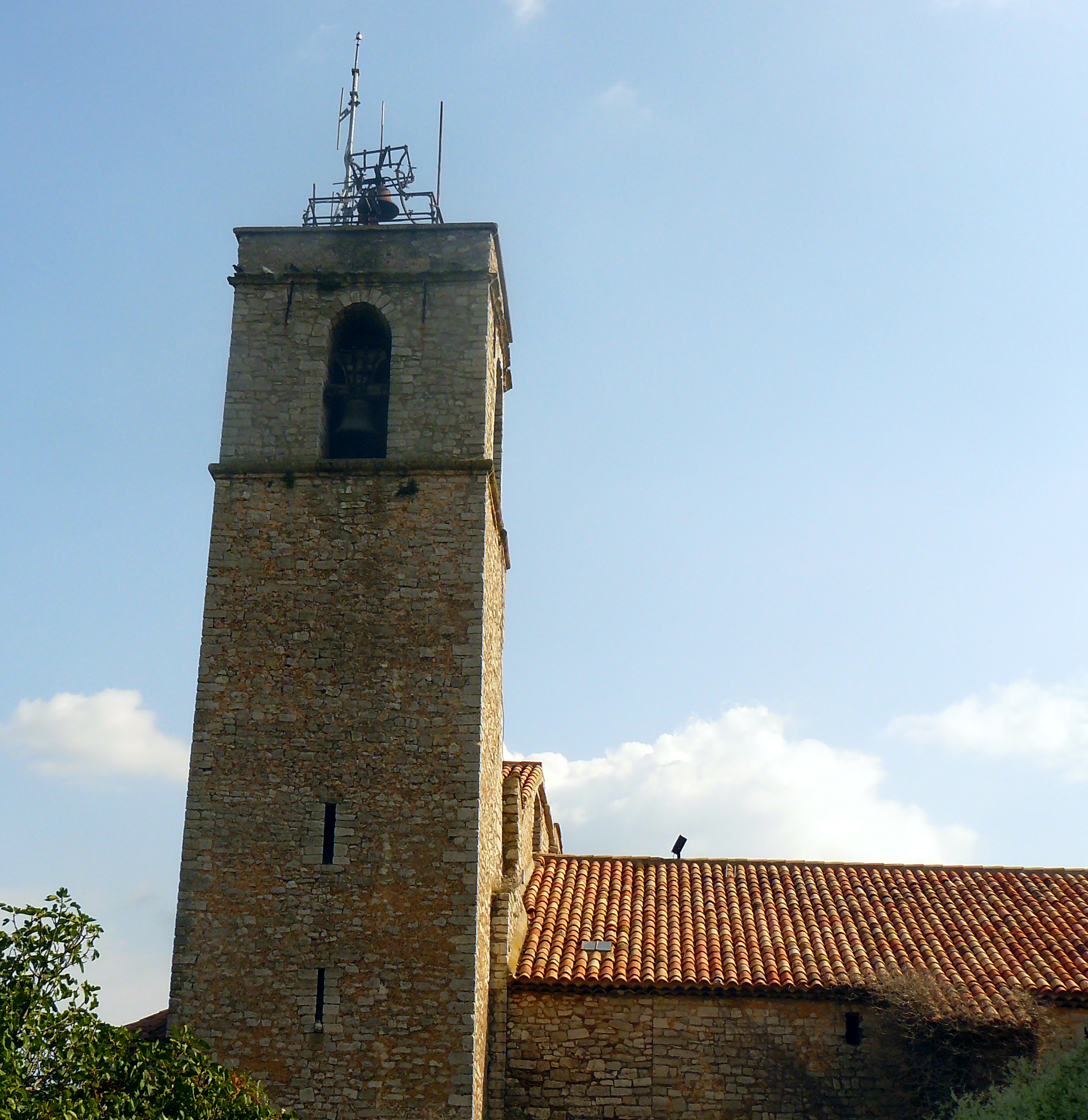
Колокольня приходской церкви
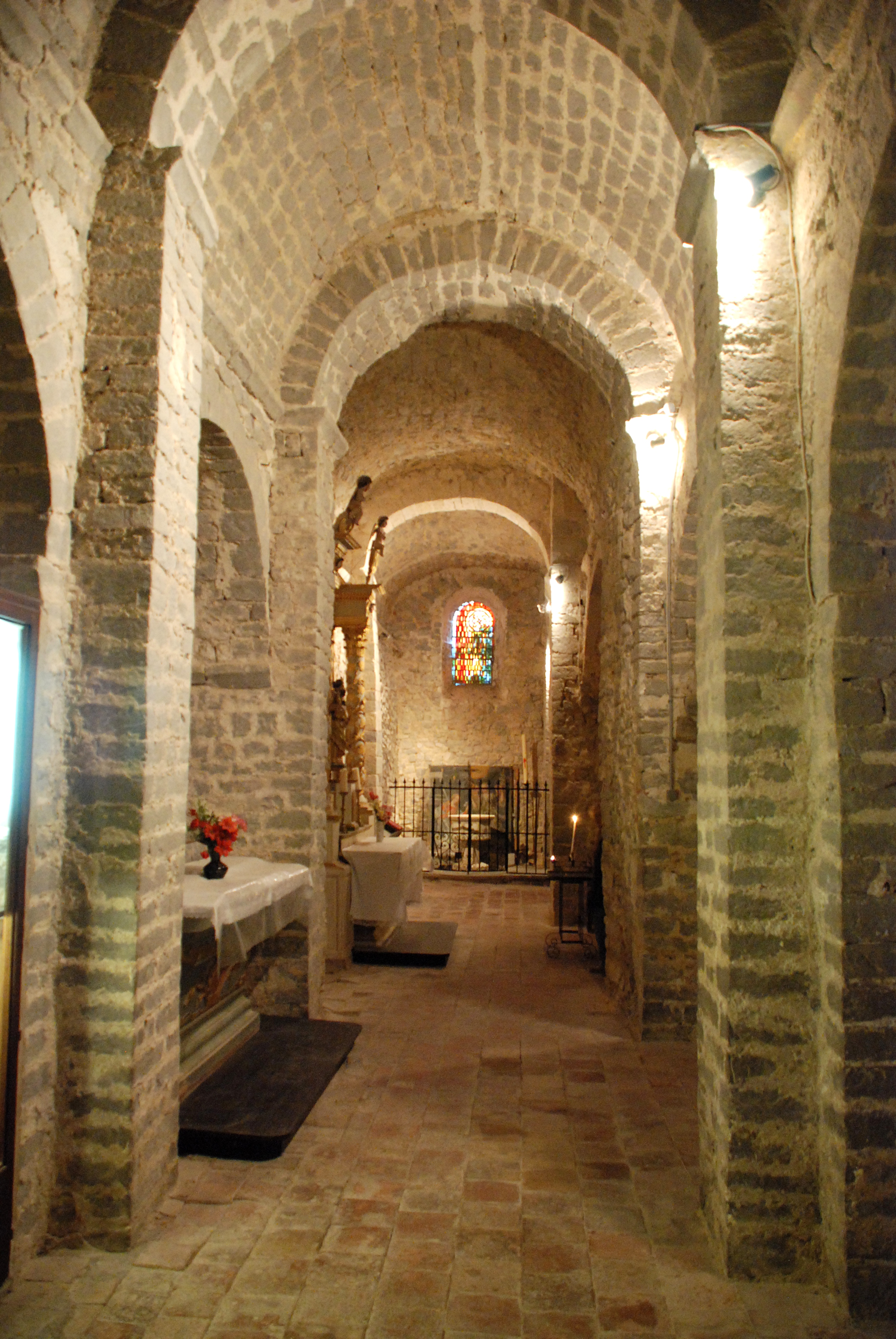
Внутренний интерьер: один из нефов приходской церкви
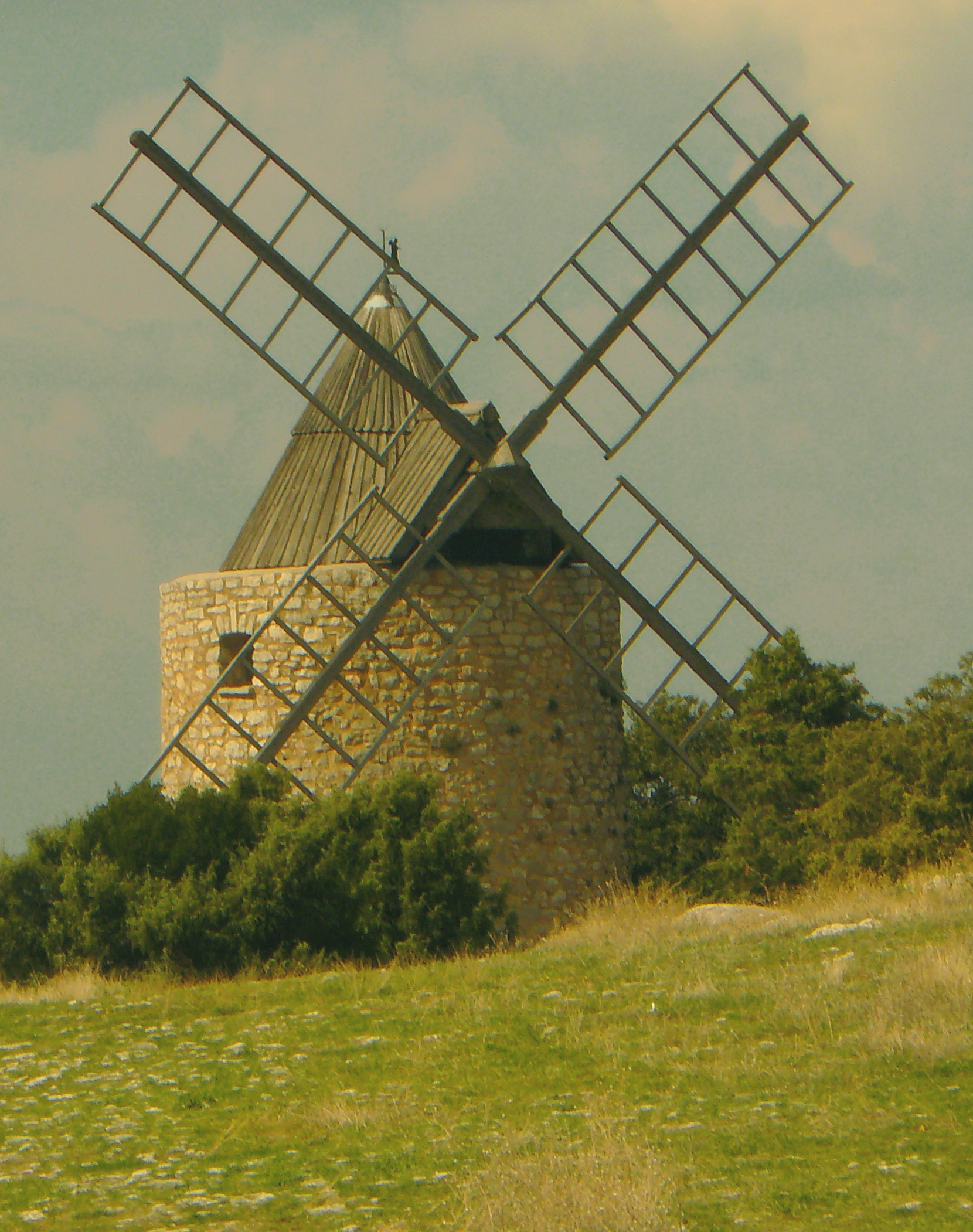
Ветряная мельница
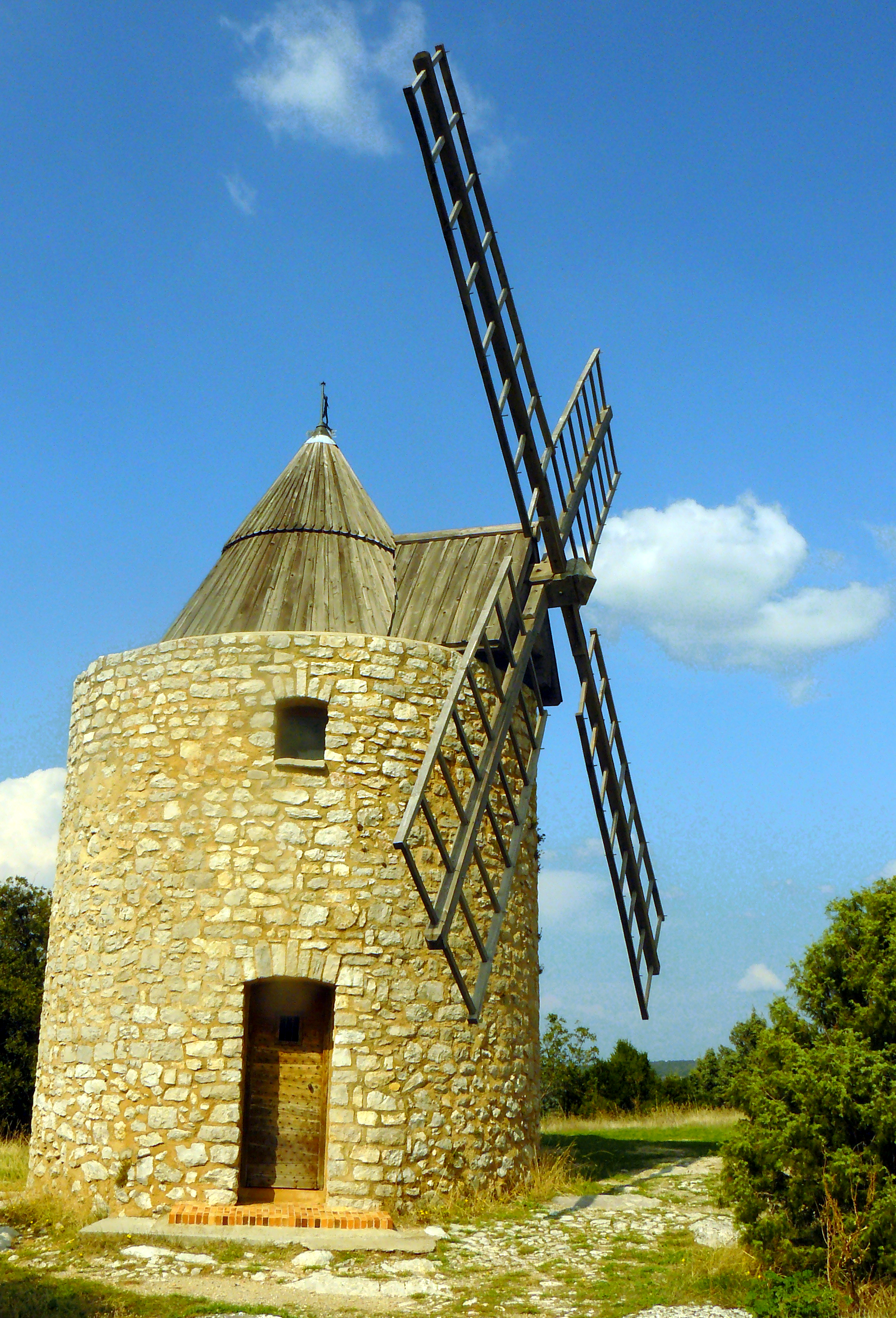
Ветряная мельница
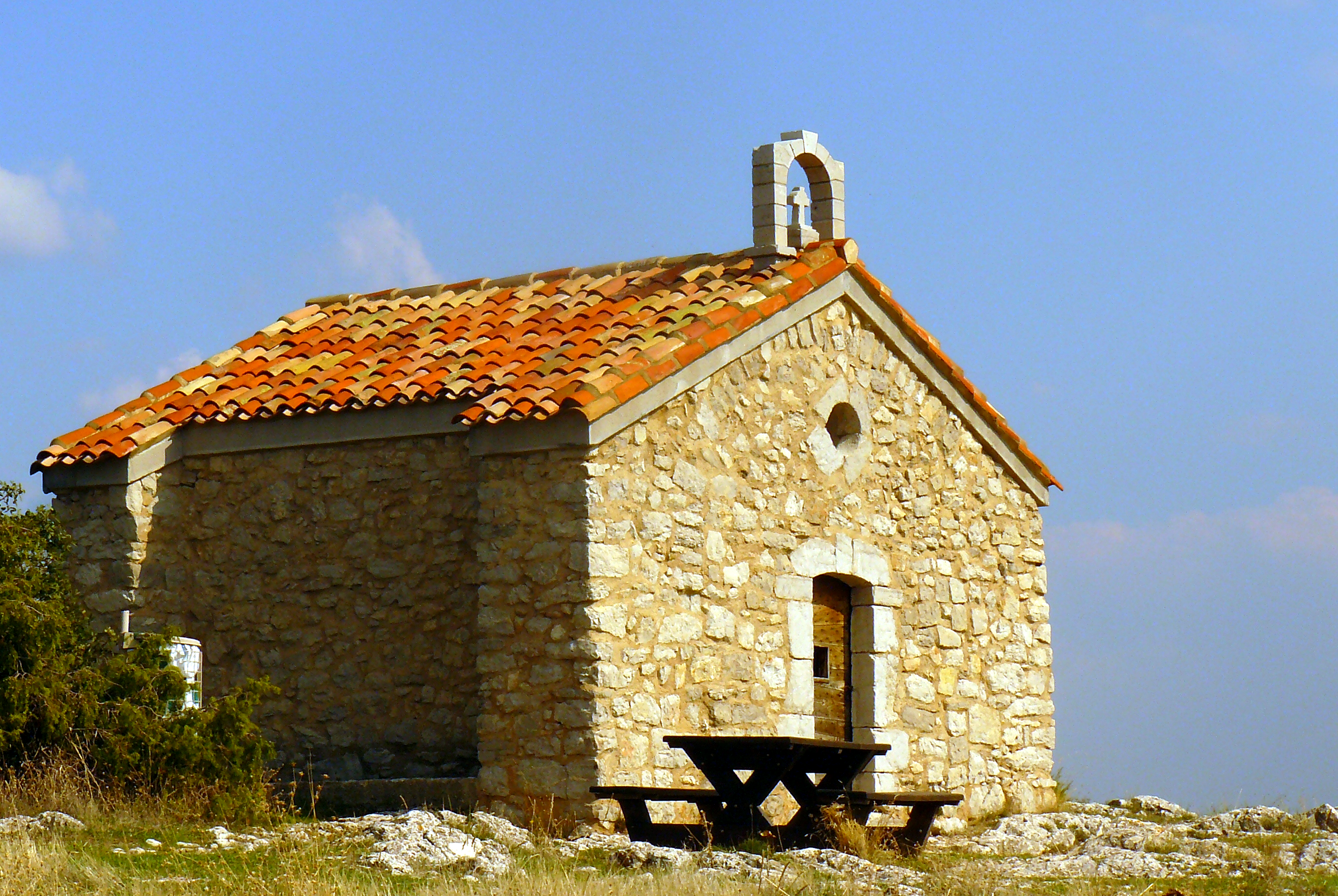
Церковь Благовещения Пресвятой Богородицы